# Hermannstetten (Wolfsegg)
Hermannstetten, früher auch Hirmastetten oder im Volksmund Irmlstetten genannt, ist ein Ortsteil der Oberpfälzer Gemeinde Wolfsegg im Landkreis Regensburg von Bayern; der Weiler liegt etwa einen km nordwestlich des Ortes Wolfsegg.

## Geschichte
Hermannstetten geht vermutlich auf eine frühe bajuvarische Ansiedlung zurück; der Hof stand im Eigentum der Herren von Pettendorf und kam nach dem Aussterben des letzten Pettendorfers, Friedrich III., 1119 über seine Erbtochter Heilika an die Wittelsbacher. Der Hof wurde als Stiftungsgut dem Kloster Ensdorf gegeben. Das Vogteirecht über den Hof scheint im 13. Jahrhundert über die Wittelsbacher an den Gründer der Burg Wolfsegg, Bruno Wolf von Schönleiten, gekommen zu sein. Der Hof wurde im Landshuter Erbfolgekrieg 1504 verwüstet und ist abgegangen. Erst 1718 erwirbt Johann Wilhelm Teufel von Pirkensee den öd gefallenen Hof von Pfalzgraf Karl Philipp um 4100 fl. Gemäß dendrochronologischer Untersuchungen ist der Hof 1720 (an einer etwas anderen Stelle als der frühere) wieder errichtet worden. Als nächster erwarb Freiherr Georg Karl von Karg, kurtrierischer und bambergischer Reichstagsgesandter, 1735 das Gut. Zur Bewirtschaftung wurde ein Hofbauer als Pächter eingesetzt. Vor 1740 war der Wiederaufbau von Haus und Hof in Hermannstetten vollendet (in dem abgegangenen Stadel von Hermannstetten war die Jahreszahl 1736 eingeschnitzt).

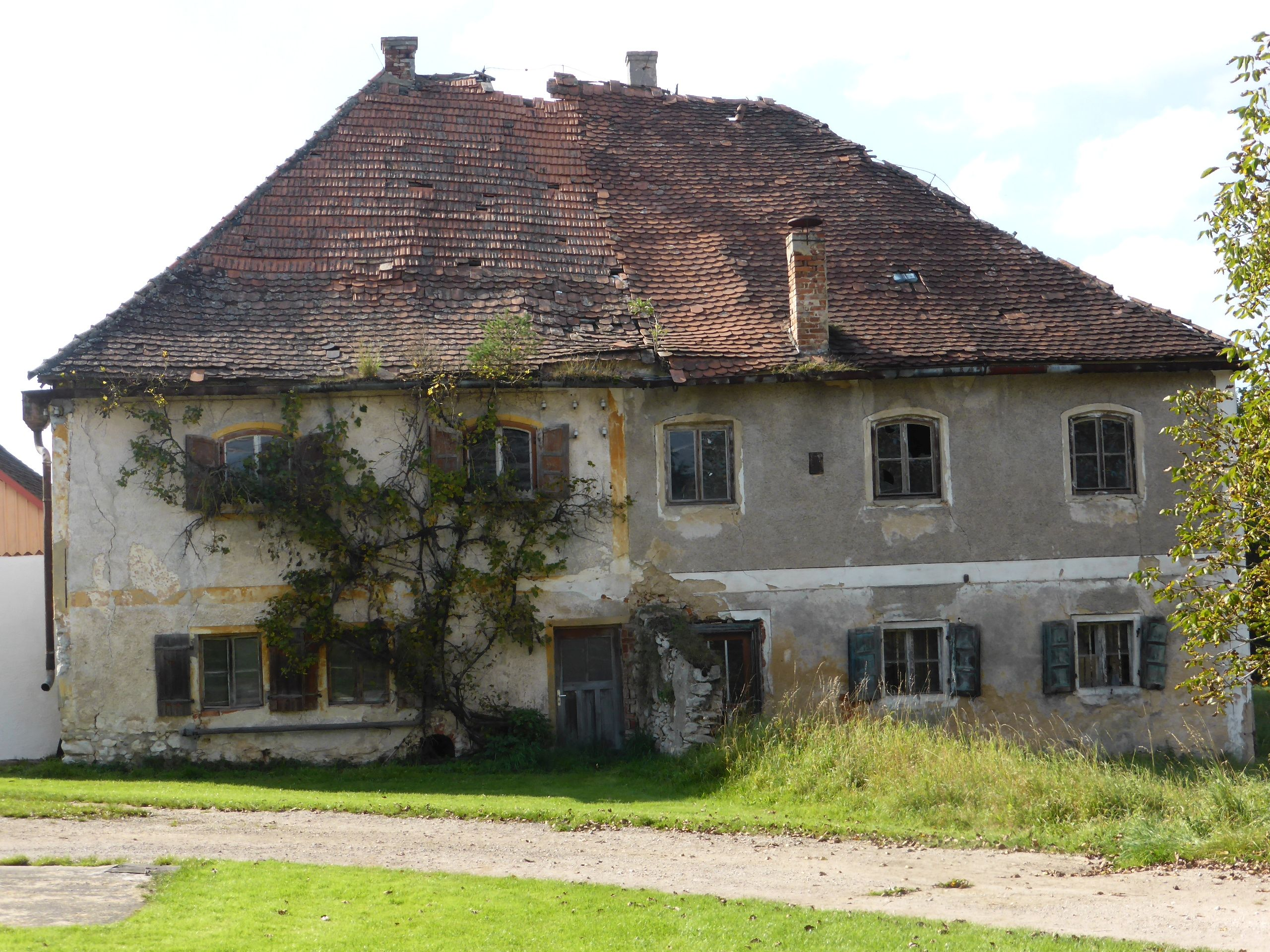
Gutshof von Hermannstetten

1740 wurde der Hof an den Hofbauer Conrad Buckley  verkauft. Wegen innerfamiliärer Auseinandersetzungen kam es zu einer Teilung des Hofes, eine Hälfte gelangte an den Sohn Johann Buckley, die andere kam an Catharina, die zweite Frau des Conrad Buckley. Johann Buckley verkaufte seinen Hofanteil an Hans Georg Wein, der hier 1765 als Halbbauer genannt wird und dessen Nachkommen noch heute einen Anteil an dem Hof haben. Dabei wurde das Gutshaus 1790 auch in Inneren geteilt und im Flur eine Holzblockwand eingezogen sowie ein zweiter Eingang errichtet. Diese bauliche Situation besteht bis heute. Der Anteil der Buckleys wird 1836 an Adam und Barbara Schlierf verkauft; die Nachkommen der Schlierfs sind noch im Besitz ihres Anteiles, auch wenn sie seit 1973 auf einen Bauernhof in Wall gezogen sind.
Der denkmalgeschützte ehemalige Gutshof (Aktenzeichen D-3-75-211-5) befindet sich in einem bedauernswerten Zustand, da keine Einigung zwischen den beiden besitzenden Parteien über einen Verkauf erreicht werden kann.
In Hermannstetten  befinden sich heute fünf Häuser, die aus den ursprünglichen zwei Bauernhöfen hervorgegangen sind.